# Wim Stroetinga
Wim Stroetinga (Drachten, 23 de maig de 1985) és un ciclista neerlandès que competeix professionalment des del 2005, tant en ciclisme en ruta com en pista.

## Palmarès en ruta
- 2005
  - 1r a la Ronde van Midden-Nederland
  - Vencedor d'una etapa a la OZ Wielerweekend
- 2006
  - Vencedor d'una etapa a l'Olympia's Tour
  - Vencedor d'una etapa a la Volta a Anvers
- 2007
  - Vencedor d'una etapa a la Volta a Anvers
- 2011
  - 1r a la Ronde van Midden-Nederland
  - Vencedor de 3 etapes a l'Olympia's Tour
- 2012
  - 1r al Premi Nacional de Clausura
  - Vencedor d'una etapa a la Ronde van Overijssel
  - Vencedor d'una etapa a l'Olympia's Tour
- 2013
  - Vencedor d'una etapa a l'Olympia's Tour
- 2014
  - 1r al Zuid Oost Drenthe Classic I
  - 1r a la Ronde van Midden-Nederland
  - Vencedor de 4 etapes a l'Olympia's Tour
- 2015
  - 1r al Himmerland Rundt
  - Vencedor de 3 etapes a l'Olympia's Tour
- 2016
  - 1r a l'Omloop van de Glazen Stad
  - Vencedor d'una etapa al Ster ZLM Toer

## Palmarès en pista
- 2002
  -  Campió del món júnior en Scratch
- 2003
  -  Campió d'Europa júnior en Puntuació
- 2004
  -  Campió dels Països Baixos en Scratch
- 2005
  -  Campió dels Països Baixos en Scratch
- 2006
  -  Campió d'Europa sub-23 en Scratch
  -  Campió dels Països Baixos en Madison (amb Niki Terpstra)
  -  Campió dels Països Baixos en Scratch
- 2007
  -  Campió dels Països Baixos en Madison (amb Niki Terpstra)
- 2008
  - Campió d'Europa en Òmnium Endurance
  -  Campió dels Països Baixos en Madison (amb Peter Schep)
  -  Campió dels Països Baixos en puntuació
  -  Campió dels Països Baixos en persecució
  -  Campió dels Països Baixos en Scratch
- 2012
  -  Campió dels Països Baixos en puntuació
  - 1r als Sis dies de Rotterdam (amb Peter Schep)
- 2013
  -  Campió dels Països Baixos en Madison (amb Jens Mouris)
- 2014
  - 1r als Sis dies de Bremen (amb Leif Lampater)
- 2015
  -  Campió dels Països Baixos en persecució
  -  Campió dels Països Baixos en puntuació
- 2017
  - 1r als Sis dies de Berlín (amb Yoeri Havik)

### Resultats a laCopa del Món
- 2004-2005
  - 1r a Sydney, en Scratch
- 2007-2008
  - 1r a Copenhaguen, en Scratch
- 2008-2009
  - 1r a Manchester, en Scratch